# Нарита, Мио
Мио Нарита (яп. 成田実生; род. 18 декабря 2006, Кацусика) — японская пловчиха, серебряный призёр чемпионата мира 2025 года, двукратный призёр летних Азиатских игр 2022 года. Участница летних Олимпийских игр 2024 года.

## Спортивная карьера
На Азиатских играх 2022 года, которые состоялись в 2023 году в китайском Ханчжоу завоевала две медали: серебро в эстафете 4 по 200 метров вольным стилем и бронзу на 400 метров комплексным плаванием.
В 2024 году приняла участие в летних Олимпийских играх в Париже. На дистанции 400 метров комплексным плаванием заняла итоговое шестое место.
На чемпионате мира в Сингапуре в июле-августе 2025 года, стала обладательницей серебряной медали на дистанции 400 метров комплексным плаванием, уступив победительнице Саммер Макинтош из Канады более 7 секунд.